# باهوز إردال
باهوز إردال، المعروف أيضًا باسم فهمان حسين (بالكردية: Fehman Hûseyn) (من مواليد 3 أغسطس 1969 في كردستان سوريا) وهو قائد بارز في حزب العمال الكردستاني. أصله من المالكية في كردستان سوريا.

## سيرته الشخصية
حسين سوري كردي ولد عام 1969، درس الطب في الجامعة ولذلك لُقّب ب"دكتور" في دمشق. بعد القبض على زعيم حزب العمال الكردستاني عبد الله أوجلان في عام 1999، شارك قيادة حزب العمال الكردستاني مع مراد كاريلان وجميل بايك، وقائد الفرع المسلح HPG بشكل خاص.
شغل منصب رئيس قوات الدفاع الشعبي (HPG)، الجناح المسلح لحزب العمال الكردستاني من يونيو 2004 حتى يوليو 2009، عندما حل محله صوفي نور الدين.
منذ عام 2004 ، كان جزءًا من اللجنة التنفيذية لحزب العمال الكردستاني المكونة من ثلاثة رجال، بما في ذلك زعيم حزب العمال الكردستاني بالإنابة مراد قرايلان والمؤسس المشارك لحزب العمال الكردستاني جميل بايك،  الذي سبق بهوز إردال كقائد عسكري لحزب العمال الكردستاني.
زعم بعض المحللين الأمنيين الأتراك في عام 2011 أن إردال هو زعيم صقور الحرية الكردستانية (TAK).
منذ 28 أكتوبر 2015 ، كان مدرجًا في الفئة الحمراء من قائمة "المطلوبين للإرهابيين" التي نشرتها وزارة الداخلية في جمهورية تركيا. أعلنت الوزارة أنه سيتم منح مكافأة تصل إلى 10 ملايين ليرة تركية للشخص الذي يقبض عليه أو تمكن من الحصول على معلومات تؤدي إلى القبض عليه.

## إغتياله المزعوم في تموز 2016
حسب وكالة أنباء الأناضول الرسمية التركية، نقلاً عن وكالة الأناضول، فقد قُتل حسين في سوريا في 8 تموز / يوليو 2016. حيث قال شخص باسم خالد الحسكاوي، المتحدث باسم جماعة مسلحة مناهضة للنظام تُدعى كتائب تل حميس، لمراسل وكالة الأناضول، إن حسين استُهدف بالقرب من مدينة القامشلي شمال سوريا. ادعى أن سيارة حسين تم تفجيرها الساعة 8:30 مساء يوم 8 يوليو، وقُتل معه ثمانية أشخاص من بينهم حراسه. في 12 يوليو / تموز ، نقلت صحيفة يني شفق عن جهاز الاستخبارات الوطني التركي أنها مصدر هذه القصة. ونفت مصادر مقربة من حزب العمال الكردستاني هذه المزاعم.
تم فضح القصة عندما أجرى إردال مقابلة إذاعية في 13 يوليو وبعد ذلك تم تفكيكها بدقة على أنها مزيفة من قبل وسائل الإعلام الدولية.
وظهر حسين على شريط فيديو في أبريل 2017 وخاطب المواطنين الأتراك بشأن الاستفتاء على الدستور التركي لعام 2017.